# Еустахијева туба
Еустахијева туба, слушна туба, аудитивна цев, ждрелно-ушни канал (лат. tuba pharyngotympanica, tuba auditiva, tuba auditoria) цев је која спаја ждрело са средњим увом. Аналогно звуководу или спољњем ушном каналу, туба се састоји из два дела коштаног и хрскавичног. Њоме пролази ваздух у пнеуматичне шупљине средњег ува како би у њима владао приближно исти притисак као у спољној средини, што је од значаја за нормалну функцију трансмисионог система. Назив је добила по анатому Бартоломеоу Еустахију (Bartholomaeus Eustachius 1520-1574), италијанском професору анатомије и истраживачу, који је обележио 16. век, не само италијанске већ и светске медицине.

## Историја
Међу првима Еустахијеву тубу, њену структуру, правац и односе описао је Бартоломео Еустахије у познатој књизи „Epistole de Auditis Organis" која је издата 1562. године.
Прво објашњење функције Еустахијева тубе дао је Верни (Du Verney 1648-1730), који је открио да туба није пут за дисање и слушање, већ да кроз њу пролази ваздух у шупљине средњег ува.
Крајем 19. века Полицер (Politzer,A.) је први установио да се Еустахијева туба у анатомском погледу састоји из два дела, коштаног и хрскавичавог.
Шварцбарт (Schwartzbart, A) 1944. је коштани део тубе назвао протимпанон (лат. protympanum).
Проктор (Proctor, B.) је 1973. Еустахијеву тубу означио као једну од најкомпликованијих структура у човечијем телу. По њему она је веома сложене анатомије чија физиологија још увек није довољно разјашњена, па је њена микропатологија изазов за будућа различита истраживања.
Кинг (King, F.) је 1979. истакао да анатомија и функција Еустахијеве тубе представља кључно питање за већину стања и поремећаја у средњем уву.

## Анатомија
Еустахијева туба је хрскавично-коштана цев дужине око 35-36 mm код одраслих људи, а 18 до 20 mm код деце, кроз који бубна дупља комуницира са носним делом ждрела. Туба се простире од спољњег зида ждрела (отприлике од нивоа доње носне шкољке) до предњег зида средњег ува. Грађена је једним делом од кости, коштани део тубе, а другим делом од хрскавице и фиброзног ткива хрскавични део тубе. На њиховом споју је сужење (лат. isthmus)) тубе пречника 2 mm, док се на оба краја туба шири, мада су јој у доњем делу зидови у миру приљубљени.

### Коштани део тубе
Коштани део тубе (лат. pars osseo tubæ auditivае) или протимпанум је постеролатерална трећина тубе, просечне дужине око 11 mm са варијацијама од 7 до 15 mm. Он се пружа од тимпаналног отвора до истмуса, десцедентно, медијално и унапред ка носно-ждрелном делу. Облик протимпанума, на чеоним пресецима, може да буде тројак: неправилан у 45%, четвороугласт у 35% и троугласт у 20% случајева. Коштани део Еустахијеве тубе директно комуницира са мезотимпанумом а преко тимпаничног истмуса и са горњим делом кавума тимпани, и на њему се описују:

#### Тимпанално ушће тубе
Тимпанално ушће тубе, које представља прелаз мезотимпанума у протимпанум. То је четвороугласти отвор на предњем зиду кавума тимпани, који се налази на око 4 mm изнад дна хипотимпанума. Ово растојање је различито о зависи од облика и димензија доњег дела кавума тимпани. Суперо-инфериорни
пречник или висина тимпаналног отвора у просеку износи од 2 до 7,5 mm (у просеку око 5 mm). Латеромедијални пречник или ширина овог отвора износи од 2,5 до 4,5 mm (у просеку око 4 mm). Горњу ивицу отвора чини коштана преграда (септум) за затезач бибњића (лат. musculus tensoris tympani), а доњу ивицу предњи крај коштаног зида дна кавума тимпани. Унутрашња граница одговара коштаном зиду лавиринта а спољна делу тимпаничне кости.

#### Зидови коштаног дела тубе
Зидови коштаног дела тубе су спољни, унутрашњи, горњи и доњи, зависно од конфигурације лумена протимпанума.
Спољни зид
Овај зид гради део тимпаничне кости, који може да буде компактан или пнеуматизован. На овом зиду могу да се нађу различите коштане структуре у виду ламела, које каткада преграђују лумен тубе.
Унутрашњи (медијални) зид
Граде га два дела, постеролатерални и антеромедијални. Његов постеролатерални део чини коштани зид лавиринта а антеромедијални део одговара зиду коштаног канала унутрашње каротидне артерије. Облик и величина постеролатералног дела су варијабилни и зависе од удаљености унутрашње каротидне артераије (лат. a. carotis internae) од тимпаналног отвора тубе. Овај део зида најчешће се уздиже косо нагоре, почев од дна протимпанума и обично је незнатно избочен у лумен тубе а изузетно је конкаван. Његова дебљина износи од 0,5 до 6 mm (у просеку 2,5 mm). Облик лавиринтског дела може да буде двојак, троугласт или четвороугласт. У случајевима када се унутрашње каротидне артерије налази непосредно у нивоу доњег угла тимпаналног отвора тубе, лавиринтни део зида је троугластог облика са врхом окренутим надоле. Уколико је унутрашње каротидна артерија удаљенија од тимпаналног отвора тубе, лавиринтни део медијалног зида тубе има четвороугласти облик различитих димензија.
Горњи зид или кров протимпанума
Граде га два дела, унутрашњи и спољашњи. Унутрашњи део чини коштана преграда, која дели лумен тубе од мишића затезача бубњића и он је, по правилу, избочен у лумен тубе. Спољни део зида представља тегмен тимпани који надкрива лумен тубе а који је обично издубљен према лумену тубе. На споју ова два дела горњег зида тубе може да се нађе и благо изражен жлеб, а ређе су присутне коштане спине или ламеле.
Доњи зид протимпанума
Овај зид одговара плитком жлеб на споју његовог спољњег и унутрашњег зида. Овај зид је јасно уочљив у само код око 20% случајева и у благом луку прелази у доњи зид хипотимпанума. На њему су често присутне пнеуматске ћелије које се продужују у хипотимпанични пнеуматски тракт.

### Хрскавични део тубе
Хрскавични део тубе (лат. pars cartilaginea tubæ auditivае) својим еластицитетом омогућава затварање и отварање канала тубе. У току гутања, зевања или говора мишићи врата познати као „дилататори тубе“ примичу или одвајају зидове тубе, што омогућава правилан проток ваздуха.
- Пресек кроз спољње и средње уво.
- Хоризонтални пресек кроз лево-горњу половину ува.
- Пресек кроз средње уво и Еустахијеву тубу

## Хистологија и анатомски односи
Туба је обложена цилиндричним епителом са трепљама, или респираторним епителом као и цео горњи респираторни тракт коме припада, чије је кретање трепљи усмерено према носно-ждрелном делу,. То у нормалним условима спречава продор инфекције у средње уво. У деце туба је шира, краћа и постављена више хоризонтално, па је њена заштитна функција знатно слабија.
Непосредно уз зид тубе пролази унутрашња каротидна артерија (лат. a. carotis internae, која при хируршким манипулацијама на туби може бити повређена.

## Функција
Еустахијеве туба обезбеђује средњем уву вентилацију и изједначавање притиска са атмосферским. Са порастом притиска ваздуха у средњем уву на око 15 mmHg отвара се фарингеални део тубе и тако омогућила евакуација вишка ваздуха у предео ждрела и изједначавање притиска. Само у случају да је притисак ваздуха са обе стране бубне опне једнак створени су оптимални услови за њено правилно титрање, при чему притисак ваздуха не сме бити истовремен са спољне и унутрашње стране бубне опне. Зато туба мора бити затворена како би притисак ваздуха деловао на бубну опну само кроз спољни ушни ходник. У случају да је она затворена дуже време долази до ресорпције ваздуха из средњег ува кроз његов епител, снижење притиска ваздуха и утискивања бубне опне према унутрашњем уву што доводи до слабљења слуха, појаве шумова у уву и настанка болести. Експериментима је доказано да за око 2 сата притисак ваздуха у средњем уху постаје једва мерљив манометарски (настанак вакуума).
Уобичајено је да је туба затворена али се при свакој промени притиска у атмосфери она отвара како би изједначила притисак у средњем уву, што се постиже померањем мишића врата у току гутања и зевања. За нормалну функцију бубне опне, слушних кошчица и уклањање секрета накупљеног у средњем уву, од великог значаја је стање проходности Еустахијеве тубе.

## Поремећаји
Поремећаји функције Еустахијеве тубе (вентилацијски, дренажни и заштитни) бит
ни су фактори, не само у настанку запаљењских процеса средњег ува већ и за успех хируршког лечења ових обољења. Појава секреторног отитиса повезана је са дисфункцијом тубе, коју може да предиспонира и њена морфолошка грађа, како макроскопска, тако и микроскопска.
Међу најчешћа обољења, узрокована поремећајем функција тубе спадају;
Инфекција горњих дисајних путева
Инфекција горњих дисајних путева је један од најчешћих узрока поремећаја функције тубе, након које  долази до отока слузокоже назо-фарингса који делимично или потпуно сужава фарингеално ушће тубе, и најчешће доводи до отока целом њеном дужином, што има за последицу делимични или потпуни прекид вентилације средњег ува.
Баротрауматски поремећаји ува
Баротраума ува настаје код наглог уздизања или спуштања авионом, успињања на брдо или силажење са њега, у току боравка и лечења у хипо- и хипербаричним барокоморама итд. Ове активности доводе до поремећаја изједначавања притиска у средњем уву. Уколико се ове промене одвијају постепено, уз претпоставку да болестима није нарушена функција тубе, након неколико аката гутања долази до нормализације овог поремећаја. У противном код наглих промена барометарског притиска или у условима нарушене функције тубе, може доћи до настанка баротрауматске упале ува и пуцања бубне опне.
Дисфункција тубе
Дисфункција Еустахијеве тубе изазвана стањима у која подразумева да је туба стално отворена. Разлог може да буде расцеп непца, нагли губитак телесне масе, или чешће  алергијска обољења респираторног система, упале носног спрата ждрела, као и увећано лимфно ткиво у околној регији. У оквиру дијагностике дисфункције тубе важно је да се искључе озбиљна стања, пре свега тумори носног спрата ждрела.
Генетски поремећаји
Неки људи се рађају са дисфункционалном Еустахијевом тубом која је много виткија него иначе. Узрок може бити генетски, али се такође поставља као стање у којем се пацијент није у потпуности опоравио од ефеката притиска на средње уво током порођаја (задржана компресија при порођају).  То је тачно. сугерисали су да дисфункција Еустахијеве тубе може резултирати великом количином слузи која се акумулира у средњем уху, често нарушавајући слух у одређеној мери. Ово стање је познато као отитис средњег уха са изливом.
Патулозна Еустахијева туба
Патулозна Еустахијева туба је ретко стање у којем Еустахијева туба остаје повремено отворена, изазивајући одјек откуцаја срца, дисања и говора особе. Ово се може привремено ублажити држањем главе наопако.
Пушења дувана
Пушење дувана такође може да изазове оштећење цилија које штите Еустахијеву тубу од слузи, што може довести до зачепљења цеви и накупљања бактерија у уху, која резултује инфекцијом средњег ува.
Хроничне упале синуса
Понављајући и хронични случајеви инфекције синуса могу довести до дисфункције Еустахијеве тубе узроковане прекомерном производњом слузи, која узрокује опструкцију отвора Еустахијеве тубе.

## Терапија вентилационих поремећаја

### Вентилационе цеви
У тешким случајевима инфекција средњег ува и блокаде Еустахијеве тубе код деце, вентилација ува преко тубе се може обезбедити хируршким пробијањем бубне опне да би се омогућило изједначавање ваздуха, познато као миринготомија. Како након миринготомије бубна опна  нормално зараста, да се то не би десило  артефицијални отвор се умеће сићушна пластична цевчица да тако настао отвор држала отвореним. Већина ушних цеви испадне за 4 до 18 месеци. Рупе зарастају саме. Неке цеви су предвиђене да остану дуже. Хирурзи ће можда морати да их уклоне у другој операцији, а рупе ће можда морати да се затворе и операцијом.

### Дилатација Еустахијеве тубе
У новије време, проширење еустахијеве тубе, као метод лечења опструкције еустахијеве тубе, изводи се коришћењем балон катетера. Постоје две методе за извођење ове процедуре у зависности од пута увођења катетера и дела Еустахијеве тубе који треба проширити. Денис По је популаризовао трансназални пут и проширење носне стране еустахијеве тубе. Муааз Тарабиши је био пионир у транстимпанијском (ушном) увођењу балон катетера и дилатацији проксималног дела (ушне стране) хрскавичног дела еустахијеве тубе.